# Anna Nalick
Anna Christine Nalick (* 30. März 1984 in Glendora, Kalifornien) ist eine US-amerikanische Singer-Songwriterin.

## Biografie
Nalick wuchs in Glendora, östlich von Pasadena auf. Zur Musik brachten sie unter anderem ihre Großeltern, die als Sänger und Tänzer am Broadway gearbeitet hatten. Mit dem Schreiben von Songs begann sie in der fünften Klasse. Als ihre musikalischen Einflüsse nennt sie Fiona Apple, Tori Amos, Blind Melon, John Mayer und Stevie Ray Vaughan. Während der Highschoolzeit schrieb sie Songs und spielte in einer Rush-Coverband. Ihr ursprünglicher Plan war es, das College abzuschließen und danach eine musikalische Karriere zu starten. Doch schon während ihrer Schulzeit machte sie Demoaufnahmen mit einem einfachen Kassettenrekorder. Eine davon fand ihren Weg über die Eltern einer Mitschülerin zu den Produzenten Christopher Thorn und Brad Smith, zwei Mitgliedern der Band Blind Melon, die sich zwischenzeitlich aufgelöst hatte. Nalick unterschrieb mit 19 Jahren im Oktober 2003 einen Plattenvertrag bei Columbia Records.
Im folgenden Jahr arbeitete sie mit den beiden Produzenten und weiteren bekannten Musikern an ihrem Debütalbum. Als erstes wurde die Single Breathe (2 A. M.) fertiggestellt. Sie wurde Ende 2004 im Radio vorgestellt und in der Episode As We Know It der populären Fernsehserie Grey’s Anatomy gespielt. Des Weiteren wurde in der Folge Song Beneath the Song eine Coverversion des Songs, gesungen von Chyler Leigh, eingespielt. Nach Veröffentlichung als Single im Frühjahr 2005 stieg sie bis auf Platz 45 der US-Singlecharts. Sie hielt sich über ein halbes Jahr in den Charts und wurde mit Gold ausgezeichnet. Das Lied war später auch im Soundtrack zum 2006 gedrehten Kinofilm Griffin & Phoenix (ein Drama über zwei Krebskranke, die zueinander finden) enthalten. Das Lied wurde im Laufe der Zeit derart populär, dass mittlerweile über 5 verschiedene Karaoke-Versionen (unter anderem bei Amazon) angeboten werden.
Nalicks Debütalbum Wreck of the Day wurde eine Woche nach dem Lied am 19. April 2005 in den Vereinigten Staaten veröffentlicht. Es war ähnlich erfolgreich wie die Single: Es erreichte Platz 20 der Albumcharts und erhielt ebenfalls Gold. Neben Breathe kamen noch In the Rough und Wreck of the Day als Albumauskopplungen in die Adult-Top-40-Radiocharts, jedoch nicht in die offiziellen Charts.
Danach dauerte es einige Zeit, bis von Nalick wieder etwas zu hören war. Im Frühjahr 2008 erschien die EP Shine. Der Titelsong war ein moderater Radioerfolg. Ein zweites Album mit dem Titel Broken Doll wurde für Mitte 2008 angekündigt, zur Veröffentlichung kam es jedoch nicht. Am 31. Oktober 2008 heiratete Nalick Tim Foster in der Autumn Ridge Church Los Angeles. Tim Foster ist Fotograf und hatte unter anderem Fotos für ihr Debütalbum geschossen. Am 10. Februar 2010 erschien die EP Shine in Deutschland mit jeweils einer Acoustic-Version der Titel "Shine", "Breathe" und "Wreck of the Day".
Später im Jahr wurde bekannt, dass sich Anna Nalick von ihrem Label Sony Music getrennt hat. Die für das zwei Jahre zuvor geplante Album vorgesehenen Songs veröffentlichte sie im Jahr darauf als Independent-Produktion unter dem Titel Broken Doll & Odds & Ends. Obwohl das Album immerhin 30.000-mal in einem Monat verkauft wurde, verfehlte es die Charts und wurde im Radio weitgehend ignoriert. Seitdem gibt es immer wieder Ankündigungen über ein neues Album, das 2017 erschienen ist. Nalick ist weiterhin als Musikerin unterwegs und tritt USA-weit auf.

## Diskografie

### Alben
- 2005: Wreck of the Day
- 2011: Broken Doll & Odds & Ends
- 2017: At Now
- 2019: The Blackest Crow

### EPs
- 2008: Shine

### Singles
- 2005: Breathe (2 A. M.)
- 2005: In the Rough
- 2006: Wreck of the Day
- 2008: Shine